# علف‌انبانی سیاه
آتریکالاریا سیاه (نام علمی: Utricularia nigrescens) نام یک گونه از سرده علف‌انبانی است.